# Acalolepta szechuana
Acalolepta szechuana là một loài bọ cánh cứng trong họ Cerambycidae.